# Лани
Лани (лат. Dama) — род из подсемейства настоящих оленей.

## Название
Название происходит от бледно-коричневого цвета оленя. Латинское слово dāma или damma, используемое для европейской косули, газелей и антилоп, лежит в основе современного научного названия, а также немецкого Damhirsch, французского daim, датского damhert и итальянского daino. На сербохорватском олень называется jelen lopatar («лопатный олень») из-за формы его рогов. Современное еврейское название парного оленя — yachmur (יחמור).

## Таксономия и эволюция
Род включает два вида:

### Виды
| Изображение | Научное название | Общее название   | Ареал |
| ----------- | ---------------- | ---------------- | --- |
|             | D. dama          | Европейская лань | Подтверждено, что местная только в Турции, возможно местный в Апеннинском полуострове, на Балканах и острове Родос в Греции; введена из Рима в остальную часть Европы и по всему миру. |
|             | D. mesopotamica  | Иранская лань    | Иран и Израиль; когда-то распространялась по всему Ближнему Востоку и востоку Турции                                                                                                   |

Некоторые таксономисты классифицируют иранского оленя как подвид (D. d. mesopotamica), а другие, такие как МСОП, считают его как к отдельный вид (D. mesopotamica).